# Nathor
Nathor é uma fabricante de bicicletas infantis localizada em Blumenau, Santa Catarina. É considerada a maior da América Latina no segmento, com uma área fabril de 24,000 m² e capacidade de produção de até sete mil unidades por dia.

## História
A Nathor foi fundada pelo engenheiro mecânico Antonio Nicolas Vergos, natural de São Caetano do Sul, São Paulo. Em 2025, a empresa completa 40 anos.
Antonio é filho de imigrante grego e mãe brasileira. Ao chegar ao Brasil, o pai Nicolas Constantin Vergos, que foi mecânico do exército na Grécia, fundou a Auto Elétrica Nico na cidade do ABC paulista.
Criativo, Antonio era uma criança que aprendia na prática. Com facilidade para mexer em qualquer coisa que tivesse rodas, gostava de produzir e colocar em prova suas construções. Em geral, tinha uma visão de mundo original em relação aos amigos de infância e adolescência. Por pensar diferente, às vezes chegava a achar que estava errado.
No Ensino Médio, fez o curso de Técnico Mecânico na Escola Técnica Industrial Lauro Gomes, em São Bernardo, também em São Paulo. Entrou para a faculdade de Engenharia Mecânica na Universidade Santa Cecília, em Santos – hoje a Unisanta. Para custear os estudos, dava aulas particulares e no Senai.
Aos 19 anos, o motor da motocicleta de Antonio fundiu. Sem dinheiro para mandar consertá-la, desmontou a moto. Seu pai, ao ver a cena, o desafiou: “Você nunca conseguirá remontar.” Determinado, o jovem identificou o problema, comprou as peças necessárias e montou o veículo novamente. Para surpresa do pai, a moto voltou a funcionar perfeitamente.

Aos 22 anos, trancou a faculdade e, em busca de novos conhecimentos em mecânica, viajou para o Japão. Incentivado por um amigo, havia participado da seleção para um curso financiado pelo governo japonês com apenas 12 vagas para estudantes do mundo inteiro. Como o único brasileiro selecionado no programa, obteve uma bolsa de estudos.
Ao longo de 10 meses, estudou e trabalhou com hospedagem paga pelo governo japonês, recebendo uma bolsa de US$ 500 mensais – dos quais economizava US$ 100 –, e se aprofundou no estudo da indústria automobilística local. Em Osaka, a terceira maior cidade do país com 2,6 milhões de habitantes, atuou em um dos seis institutos de pesquisa e inovação que dão suporte às fábricas japonesas.
De volta a Santos, onde morou no apartamento do irmão e continuou a dar aulas particulares para se sustentar, investiu as economias que reuniu no Japão e começou a fabricar um tipo de peça para otimizar o funcionamento do limpador de para-brisa nos carros. A solução mantinha o dispositivo afastado do vidro, o que reduzia a temperatura da borracha e aumentava a duração do componente.
Atuando junto a comerciantes da Rua 25 de março, tradicional centro de compras da capital paulista, Antonio conseguia escoar a peça que produzia numa bancada na casa onde morava. Chegou a vender 10 mil unidades. Certa vez, um lojista lhe encomendou um produto diferente: uma fivela para cinto. Sem recursos, improvisou o molde com furadeira e trabalhou de maneira incansável, aperfeiçoando o produto e incrementando a produção.
Em seguida, passou a atender pedidos de peças plásticas para fogões, fornecendo para a Semer Fogões – indústria que, em 1994, se fundiu com a Brastemp e a Consul, formando a Multibrás. Tornou-se, então, fornecedor da maior fábrica de eletrodomésticos de linha branca da América Latina. A esta altura, atendendo às exigências técnicas da Multibrás, Antonio já havia registrado e estruturado a própria empresa, batizada primeiro com seu nome completo – Antonio Nicolas Vergos – e mais tarde renomeada para Vergos.

Os negócios prosperavam até o Plano Collor, em 1990. Com o congelamento das contas bancárias da empresa e a interrupção do pagamento por parte das fábricas de fogões, o empresário foi obrigado a dispensar os 70 colaboradores. Acumulou atrasos no pagamento do aluguel das instalações, precisando sair dessa situação.
Foi quando um amigo o convidou para fabricar peças para bicicletas. Antonio abraçou a oportunidade e, junto com um ferramenteiro e outro colaborador, trancou-se na fábrica durante 60 dias para produzir suas primeiras peças. Vendia a produção recebendo em dinheiro e, colocando a empresa para trabalhar novamente, passou a desenvolver outros componentes para bikes. Ingressava, assim, no setor de bicicletas, produzindo peças para grandes marcas como Caloi e Bandeirante.
Como passo seguinte, junto com o mesmo amigo que o convidou para produzir peças, decidiu fabricar bicicletas inteiras, fundando a empresa Goni (Gonzales e Nicolas), uma associação na qual cada um fornecia suas peças e processos metalúrgicos. A nova marca, que começou produzindo entre 10 e 20 bicicletas infantis por dia, tinha o preço como diferencial. O empresário avaliou o ticket médio dos presentes dados na época às crianças pelos pais e avós, e a bicicleta ficou no valor de um brinquedo. Atendendo pequenas lojas de São Paulo, foi aos poucos conquistando espaço no mercado.
Em meados dos anos 90, por necessidade de componentes fabricados em Blumenau, Antonio começou a frequentar e se encantar com o Vale do Itajaí. Na cidade catarinense fundou em parceria com um amigo a Wester, empresa que produzia peças para bicicletas e motos. A qualidade de vida e a excelência da mão de obra na região inspiraram Antonio a reunir todos os negócios em Blumenau. Assim, transferiu a Nathor para a cidade, em 2004. Firmou parcerias estratégicas e evoluiu na criação de bicicletas infantis, produzindo modelos de alta qualidade que acompanham o desenvolvimento da criança em todas as idades.

## Origem do nome
O nome Nathor (pronuncia-se Nátor) une os nomes dos filhos do fundador, Natacha e Igor, separados pela letra h.

## Filosofia empresarial
Antonio gosta de se definir pelo produto que fabrica, desenhando as próprias ideias para apresentá-las com mais clareza à equipe de projeto e desenvolvimento da Nathor. É o principal criador dos modelos, hoje vendidos no Brasil inteiro.

Um dos segredos do sucesso da empresa é a verticalização, sistema produtivo inspirado na filosofia que aprendeu estudando no Japão. Ao internalizar todas as etapas da fabricação, ganha competitividade em produto e preço. “A terceirização transfere trabalho, mas também transfere lucro. Com a verticalização, fico com o trabalho e com o resultado. Na bicicleta aro 12 consigo ser melhor e mais competitivo”, afirma o empresário.
Outra característica empreendedora de Antonio é a autonomia. O aprendizado com as crises que enfrentou quando dependia de outras empresas foi fundamental para implantar uma cultura de autossuficiência para a Nathor, sem ficar na mão de fornecedores ou exposto a fatores externos imprevisíveis.

A partir dos anos 90, nas frequentes viagens que fez à China, entendeu a importância de automatizar todas as etapas da produção para garantir eficiência e competitividade, investindo na aquisição de equipamentos com alta tecnologia.
No Brasil, o comércio varejista de bicicletas vendeu 3,2 milhões de unidades em 2023, segundo estimativa da Aliança Bike (Associação Brasileira do Setor de Bicicletas). Em 2020, ano da pandemia, este número chegou a 6 milhões, incentivado pela busca dos consumidores por atividades ao ar livre.

## Ícones
Os triciclos, bicicletas de equilíbrio e outros modelos fabricados pela Nathor acompanham o desenvolvimento da criança em todas as idades. Na linha infantil, destacam-se Triciclo, Balance Bike, Balance Bike Raiada, Aro 12’’, Aro 14’’, Aro 16’’, Aro 20’’, Aro 20’’ com marcha e capacetes. Na linha adulta, Aro 26’’ e Aro 26’’ Single Speed. A linha de acessórios conta com Bike Clip, Retrovisor Nathor articulado 360 graus e outros produtos.

As peças são projetadas e produzidas na própria fábrica para garantir qualidade em cada detalhe, utilizando tecnologias avançadas como corte a laser, solda robotizada, dobra CNC e outras.
Para o cuidado com as crianças durante a prática do ciclismo, camisetas com proteção com reforço nos cotovelos e ombros, proteção UV e odor free podem ser adotadas.